# Tripsacum cundinamarce
Tripsacum cundinamarce là một loài thực vật có hoa trong họ Hòa thảo. Loài này được De Wet & Timothy miêu tả khoa học đầu tiên năm 1981.